# V343 Возничего
V343 Возничего (лат. V343 Aurigae) — одиночная переменная звезда в созвездии Возничего на расстоянии (вычисленном из значения параллакса) приблизительно 11072 световых лет (около 3394 парсеков) от Солнца. Видимая звёздная величина звезды — от +17,4m до +16,2m.

## Характеристики
V343 Возничего — красная углеродная пульсирующая медленная неправильная переменная звезда (LB:) спектрального класса C. Эффективная температура — около 3302 K.